# Euphorbiales
Euphorbiales is een botanische naam in de rang van orde. De naam is gevormd vanuit de familienaam Euphorbiaceae. Een orde onder deze naam wordt de laatste decennia met enige regelmaat erkend door systemen voor plantentaxonomie.
Het Cronquist-systeem (1981) gebruikte deze naam voor een van de achttien ordes in de onderklasse Rosidae. De samenstelling was deze:
- orde Euphorbiales
  - familie Buxaceae
  - familie Euphorbiaceae
  - familie Pandaceae
  - familie Simmondsiaceae

Het APG II-systeem (2003) kent niet een orde onder deze naam: naar hedendaagse maatstaven is het geen goed taxon.